# Commission on Global Governance

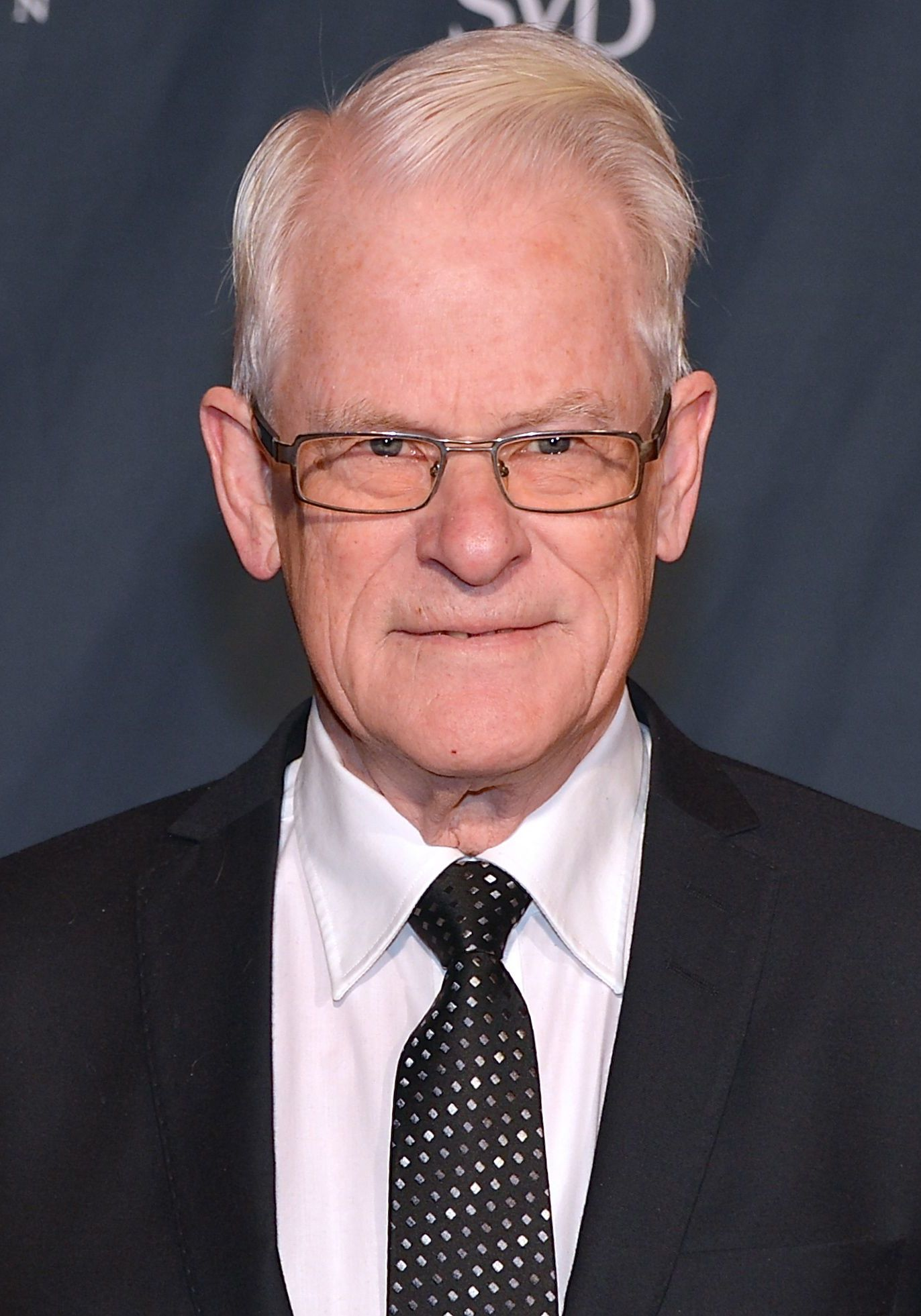
Ingvar Carlsson, ordförande i Commission on Global Governance

Commission on Global Governance, eller The Carlsson Commission,  var en 1992 utnämnd kommission under FN:s egid för att föreslå nya sätt för världsgemenskapen att samarbeta för global säkerhet. Den var inte en officiell FN-kommission, men hade fullt stöd av FN:s generalsekreterare Boutros Boutros-Ghali. Den finansierades av United Nations Development Program (UNDP), nio regeringar och ett antal stiftelser, framför allt MacArthur Foundation, Ford Foundation och Carnegie Corporation of New York.
Kommissionen bestod av 28 medlemmar och leddes av Ingvar Carlsson. Den publicerade 1995 sin slutrapport Our Global Neighbourhood.
Mats Karlsson var sekreterare i kommissionen.
| ”           | För att ta bort denna strukturella brist föreslår Carlssonkommissionen att det inrättas en Economic Security Council, bestående av världens nuvarande större ekonomier liksom av representanter från regionala grupperingar. Som vi ser det skulle detta Ekomiska säkerhetsråd bli tillräckligt representativt för att kunna uppnå erforderlig enighet för att fastställa effektiva och långsiktiga politiska inriktningar [för världen]. | „ |
| – Jan Pronk | |   |

## Medlemmar i kommissionen
- Ingvar Carlsson
- Shirdath Ramphal från Guyana, generalsekreterare i Commonwealth 1975–1990
- Ali Alatas, politiker från Indonesien
- Abdlatif Al-Hamad från Kuwait, tidigare politiker och chef för Arab Fund for Economic and Social Development i Kuwait
- Oscar Arias, Costa Ricas president 1986–1990
- Anna Balletbo i Puig, spansk politiker
- Kurt Biedenkopf, tysk politiker
- Allan Boesak, sydafrikansk präst och politiker
- Manuel Camacho Solis, mexikansk politiker
- Bernard Chidzero från Zimbabwe, generalsekreterare för UNCTAD
- Barber Conable från USA, chef för Världsbanken 1986–1991
- Jacques Delors, ordförande i EU-kommissionen från 1985
- Jiri Dienstbier, tjeckisk politiker
- Enrique Iglesias från Uruguay, som då var chef för Interamerikanska utvecklingsbanken från 1988
- Frank Judd från Storbritannien, som varit chef för Oxfam 1985–1991
- Hongkoo Lee, som var Sydkoreas vicepresident
- Wangari Maathai från Kenya, miljöaktivist och mottagare av Nobels fredspris
- Sadako Ogata från Japan, United Nations High Commissioner for Refugees 1991–2001
- Olara Otunnu, ugandisk politiker
- I.G. Patel, indisk ekonom
- Celina Vargas do Amaral Peixoto från Brasilien, ämbetsman och forskare
- Jan Pronk, politiker  från Nederländerna
- Qian Jiadong, kinesisk diplomat
- Marie-Angelique Savane, FN-tjänsteman från Senegal
- Adele Simmons från USA
- Maurice Strong, kanadensisk företagare och internationell miljöpolitiker
- Brian Urquhart från Storbritannien, tidigare undersekreterare i FN
- Yuli Vorontsov, diplomat från Ryssland